# محاکمه‌های مافیای سیسیل دهه ۱۹۶۰
محاكمات مافيايي سيسيل در دهه ۱۹۶۰ در پايان آن دهه و در پاسخ به افزايش خشونت‌هاي سازمان يافته جنايي در اواخر دهه ۱۹۵۰ و اوايل ۱۹۶۰ برگزار شد. در اين دوره سه محاكمه عمده صورت گرفت كه در هر يك از آنها ده‌ها متهم حضور داشتند و صدها عضو ادعايي مافيا به اتهام ارتكاب ده‌ها جرم مورد محاكمه قرار گرفتند.
از ديدگاه مقامات قضايي، اين محاكمات شكست محسوب مي‌شدند. تعداد بسيار كمي از متهمان محكوم شدند، اگرچه محاكمات بعدي و اطلاعات به دست آمده از همكاران سابق مافيا (پنتيتي‌ها) تأييد كردند كه اكثريت كساني كه تبرئه شده بودند، در واقع اعضاي مافيا بودند و مرتكب بسياري از جرايم - از جمله برخي از همان اتهاماتي كه در مورد آنها تبرئه شده بودند - شده بودند.
اين محاكمات نشان داد كه سيستم قضايي آن زمان فاقد ابزارهاي لازم براي مقابله مؤثر با سازمان پيچيده مافيا بود. شكست در اين محاكمات زمينه‌ساز تغييرات قانوني و رويكردهاي جديدي شد كه در نهايت به محاكمه موفقيت‌آميز مكسي در دهه ۱۹۸۰ انجاميد.
در سال ۱۸۹۳، امانوئه نوتاربارتولو در داخل یک قطار به قتل رسید. در سال ۱۹۰۰ چندین مظنون به عضویت در مافیا برای این قتل دستگیر و محاکمه شدند که اگرچه در ابتدا محکوم شدند، اما به دلیل یک نقص فنی در مرحله تجدید نظر تبرئه شدند.
در دهه ۱۹۲۰، بنیتو موسولینی، چزاره موری را برای مقابله با مافیا به سیسیل فرستاد. با این حال، روش خشن موری در زندانی کردن هزاران نفر - از جمله بسیاری بی گناه - بدون محاکمه باعث شد پس از ترک او، مافیا بتواند به سرعت قدرت سابق خود را بازسازی کند.
این رویدادها نشان داد:
۱) سیستم قضایی آن زمان در برابر مافیا ناتوان است.
۲) رویکردهای صرفاً امنیتی برای مبارزه با جرائم سازمان یافته کافی نیست.
۳) این شکست ها زمینه ساز توسعه روشهای مؤثرتر در دهه های بعد شد.
در اواخر دهه ۱۹۵۰، خشونت‌ها در اطراف شهر کورلئونه افزایش یافت، جایی که جناح‌های رقیب درون کلان مافیای محلی - گروه میکلناوارا و کورلئونزی‌ها - در حال نبرد با یکدیگر بودند. 
موضوع مهم‌تر، موج قتل‌ها و بمب‌گذاری‌های خودرویی در پالرمو و حومه آن در جریان «جنگ اول مافیا» بود که از ۱۹۶۲ آغاز شد. رویدادی که منجر به واکنش شدید علیه مافیا شد، کشتار چیاکولی در ۳۰ ژوئن ۱۹۶۳ بود. در این حادثه، هفت افسر پلیس هنگام خنثی‌سازی یک بمب خودرویی که گروهی از مافیوزها برای کشتن رقبای خود کار گذاشته بودند، کشته شدند.
مرگ این پلیس‌ها موجی از خشم عمومی را برانگیخت. در کتاب «اختاپوس» (به منابع مراجعه شود)، کلر استرلینگ، نویسنده، از ژنرال آلدو د مارکو، فرمانده نظامی منطقه سیسیل نقل می‌کند که به نیروهایش دستور داد: 
«همه کسانی که سابقه جنایی دارند را دستگیر کنید و به زندان بیندازید. آنها را شکنجه کنید تا اطلاعات بگیرید، یا در محل بکشید. من به زندان خواهم رفت. اما دیگر نمی‌توانیم این وضعیت را تحمل کنیم.»
در پی این وقایع، یک اقدام شدید - هرچند نه به شدت آنچه ژنرال آلدو د مارکو ابتدا خواسته بود - صورت گرفت و در اواسط دهه ۱۹۶۰، تعداد ۱٬۹۹۵ مظنون به عضویت در مافیا دستگیر و با صدها اتهام جنایی مواجه شدند.
این موج گسترده بازداشتها منجر به تشکیل چندین محاکمه بزرگ شد که سه مورد از آنها از اهمیت ویژه‌ای برخوردار بودند. محاکمه این تعداد متهم به یک فرآیند قضایی طولانی و پیچیده نیاز داشت که ماه‌ها به طول انجامید.

## اولین محاکمه

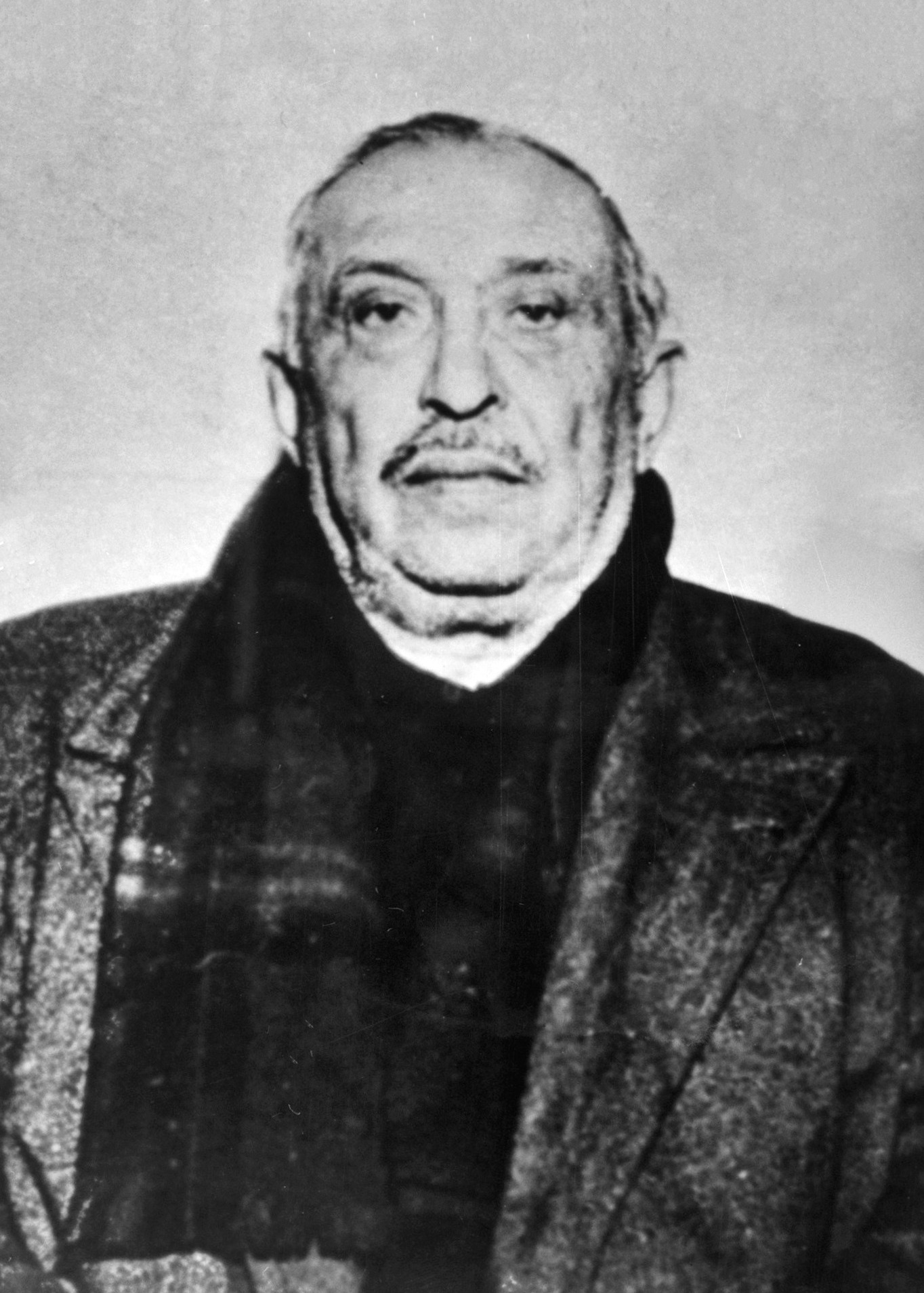
جوزپه جنکو روسو

نخستین محاکمه بزرگ در سال ۱۹۶۷ آغاز شد و بر روی افزایش نقش مافیای سیسیل در تجارت بین‌المللی هروئین متمرکز بود. متهمان این پرونده همگی افرادی بودند که در اکتبر ۱۹۵۷ در یک سری نشست بین مافیوزهای آمریکایی و سیسیلی در هتل گرند د پالم پالرمو شرکت کرده بودند.
هدف اصلی این نشست‌ها برنامه‌ریزی برای قاچاق هروئین بود:
- مافیوزهای آمریکایی به دلیل مجازات‌های سنگین قاچاق، تمایل چندانی به مشارکت مستقیم نشان ندادند
- در مقابل، مافیوزهای سیسیلی کاملاً از این طرح استقبال کردند
نتیجه نهایی این مذاکرات:
- مافیای سیسیل مسئولیت واردات و توزیع هروئین در آمریکا را بر عهده گرفت
- مافیای آمریکا سهمی از سود این تجارت دریافت می‌کرد
- همچنین تصمیم گرفته شد مافیای سیسیل کمیسیونی مشابه ساختار مافیای آمریکا تشکیل دهد
اگرچه مقامات در آن زمان از جزئیات این توافق‌نامه آگاهی نداشتند، اما می‌دانستند موضوع اصلی این نشست‌ها قاچاق هروئین بوده است. این محاکمه اولین تلاش جدی برای افشای شبکه جهانی مافیا و ارتباطات آن در تجارت مواد مخدر بود.
نکته تاریخی قابل توجه: این نشست‌ها بعدها به عنوان نقطه عطفی در گسترش شبکه قاچاق هروئین بین سیسیل و آمریکا شناخته شد که تا دهه ۱۹۸۰ ادامه یافت.
در میان متهمان افرادی چون گائتانو بادالامنتی، تومازو بوشتا و جوزپه جنکو روسو حضور داشتند. اکثر آنها به اتهام "تشکیل باند تبهکاری" تحت تعقیب قرار گرفتند که یک قانون قدیمی بود و نزدیکترین اتهام ممکن به عضویت در مافیا محسوب میشد. در دهه ۱۹۶۰ بسیاری از مقامات - چه از روی ساده لوحی و چه دلایل دیگر - وجود مافیا را انکار میکردند. در واقع تا سال ۱۹۸۲ عضویت در مافیا به خودی خود جرم محسوب نمیشد.
تمام آمریکایی‌های حاضر در این جلسه، از جمله جوزف بونانو و کارمینه گالانته، تحت تعقیب قرار گرفتند، اما هیچ‌یک استرداد نشدند، زیرا در آمریکا اتهامی تحت عنوان "تشکیل باند تبهکاری" وجود نداشت. چارلز "لاکی" لوچیانو که سازمان‌دهنده اصلی این جلسه بود، می‌بایست محاکمه می‌شد، اما پیش از آن به دلایل طبیعی درگذشته بود.
دادستان‌ها در این محاکمه مدارک محکمی در اختیار نداشتند و عمدتاً به اطلاعات جوزف ولاچی، یک مافیوز آمریکایی که از سال ۱۹۶۲ با دولت همکاری می‌کرد، متکی بودند. ولاچی که یک مافیوز سطح پایین بود، در جلسه هتل گرند د پالم حضور نداشت، اما از گسترش تجارت هروئین و نقش مافیای سیسیل در آن اطلاع داشت. پلیس همچنین در آن زمان و برای ماه‌ها پس از آن، افراد حاضر در جلسه را تحت نظر گرفته بود تا شواهدی مبنی بر فعالیت‌های مواد مخدر آن‌ها جمع‌آوری کند.
با این حال، مدارک همچنان ناکافی بودند و در پایان محاکمه در آگوست ۱۹۶۸، تمامی متهمان تبرئه شدند.

## محاکمه ۱۱۴ نفر
همزمان با محاکمات قبلی، "محاکمه ۱۱۴ نفر" برگزار شد که به دلیل تعداد متهمان به این نام شناخته می‌شد. این محاکمه در کاتانزارو در خاک اصلی ایتالیا برگزار شد، هم به دلیل نبود امکانات کافی برای چنین محاکمه بزرگی در سیسیل و هم به امید کاهش ارعاب شاهدان. قاضی ضد مافیا، چزاره ترانووا، در سال ۱۹۶۵ حکم محاکمه این افراد را صادر کرد و اعلام نمود که جنایات و متهمان به انجام آنها به هم مرتبط بوده و باید به عنوان یک سازمان مجرم محاکمه شوند.
اتهامات  
متهمان به جرایم مرتبط با "جنگ اول مافیا" متهم شده بودند که شامل موارد زیر می‌شد:  
- چندین فقره قتل  
- آدم‌ربایی  
- قاچاق تنباکو  
- دزدی  
- "کشتار عمومی" (بمب‌گذاری چیاکولی)  
- "جنایت سازمانیافته"
متهمان برجسته  
در میان متهمان، سران جناح‌های مخالف در جنگ مافیا حضور داشتند:  
- سالواتوره گرکو  
- آنجلو لا باربرا  
- میشله کاواتایو (محرک اصلی جنگ با صحنه‌سازی علیه لا باربرا)  
- جوزپه کالو  
- لوچیانو لجیو
روند محاکمه  
محاکمه در دسامبر ۱۹۶۷ آغاز شد و تا ۲۲ دسامبر ۱۹۶۸ ادامه یافت. نتیجه آن محکومیت تنها ده نفر بود که برخی از آنها فقط به اتهام "جنایت سازمان یافته" محکوم شدند - اتهامی که تنها چند سال حبس به همراه داشت و بسیاری از محکومان به دلیل مدت زمان سپری شده در بازداشت، فوراً آزاد شدند.
حکم‌های صادره  
- آنجلو لا باربرا: ۲۲ سال حبس به دلیل دستور آدم‌ربایی و قتل دو رقیب مافیایی در سال ۱۹۶۳  
- تومازو بوشتا :: ۱۳ سال حبس به دلیل آدم‌ربایی (غیابی)  
- سالواتوره گرکو: محکومیت غیابی  
نکات قابل توجه  
- لوچیانو لجیو در میان ۱۰۴ نفر تبرئه‌شده قرار داشت. نقش دقیق او در جنگ اول مافیا (در صورت وجود) نامشخص است، اگرچه او در اوایل دهه ۱۹۶۰ زمان زیادی را در پالرمو گذرانده و ظاهراً با سالواتوره گرکو دوست بوده است.  
- هیچ‌کس به اتهام "کشتار چیاکولی" محکوم نشد.  
- تومازو بوشتا در سال ۱۹۷۳ در برزیل دستگیر و به سیسیل بازگردانده شد تا دوران محکومیت خود را سپری کند.  
این محاکمه با وجود تعداد زیاد متهمان، نتایج محدودی داشت و نشان‌دهنده چالش‌های سیستم قضایی ایتالیا در مبارزه با مافیای سازمان‌یافته بود.

## محاکمه کورلئونزی‌ها
لجیو نقش مهمی در سومین محاکمه ایفا کرد که در فوریه ۱۹۶۹، تنها دو ماه پس از پایان محاکمه ۱۱۴ نفر، آغاز شد. این محاکمه بار دیگر در خاک اصلی ایتالیا و در شهر باری برگزار شد و ۶۴ متهم از شهر کورلئونه در آن حضور داشتند.
اتهامات  
اتهامات مربوط به جنگی مافیایی در کورلئونه بود که در سال ۱۹۵۸ با ترور میشله ناوارا، رئیس مافیای محلی، توسط لجیو و مردانش آغاز شد و پنج سال به طول انجامید. این درگیری منجر به بیش از ۵۰ قتل شد، زیرا لجیو و جناحش با حامیان ناوارا درگیر بودند. لجیو که پیروز میدان شده و حالا رئیس جدید کورلئونزی‌ها بود، متهم اصلی به شمار می‌رفت و به قتل ۹ نفر از جمله ناوارا متهم شده بود. در میان متهمان دیگر، سالواتوره رینا، جانشین آینده لجیو، نیز حضور داشت که او هم به قتل ناوارا متهم بود.
متهم غایب  
برناردو پرووانزانو نیز باید در این محاکمه حاضر می‌شد، چرا که در سال ۱۹۶۳ به اتهام سه قتل تحت تعقیب بود، اما به نحوی از تور پلیس گریخته بود - توانایی‌ای که تا سال ۲۰۰۶ حفظ کرد.
دادستان  
دادستان این پرونده بار دیگر چزاره ترانووا بود که قصد داشت لجیو را برای همیشه پشت میله‌های زندان بفرستد.
ادعاهای عجیب  
همانند سایر محاکمات، متهمان ادعای بی‌گناهی کردند و اصرار داشتند که عضو هیچ مافیایی نبوده‌اند و حتی نام چنین سازمانی را نشنیده‌اند. وقتی لجیو به جایگاه شهادت رفت، ادعای عجیبی مطرح کرد:  
"یک افسر پلیس که بارها از من خواسته بود با همسرش رابطه داشته باشم و من به دلایل اخلاقی رد کرده بودم، حالا دارد مرا متهم می‌کند... لطفاً اسمی نبرم، من یک مرد نجیب هستم."  
با این حال، او و برخی متهمان دیگر به ارتکاب جرایم جزئی مانند خرید و فروش در بازار سیاه در دوران جنگ جهانی دوم اعتراف کردند.
دستکاری در شواهد  
در طول محاکمه، شواهد مهمی دستکاری شده بودند. به عنوان مثال، تکه‌های چراغ ماشین شکسته‌ای که در محل قتل ناوارا پیدا شده بود و متعلق به ماشین آلفارومئوی لجیو شناسایی شده بود، تا زمان محاکمه با تکه‌هایی از چراغ یک ماشین کاملاً متفاوت جایگزین شده بود.
تهدید نامه ناشناس  
هنگامی که هیئت منصفه در ژوئیه برای مشورت عقب نشست، قاضی و اعضای هیئت منصفه یادداشت ناشناسی دریافت کردند که در آن نوشته شده بود:  
"شما مردم باری درک نکرده‌اید، یا بهتر بگوییم نمی‌خواهید بفهمید کورلئون یعنی چه. شما در حال قضاوت مردان نجیب کورلئون هستید که بر اساس هوس کارابینیری و پلیس متهم شده‌اند. ما فقط می‌خواهیم به شما هشدار دهیم که اگر حتی یک نفر از مردان نجیب کورلئون محکوم شود، شما را به هوا خواهیم فرستاد، نابود خواهید شد، سلاخی خواهید شد و همین سرنوشت در انتظار خانواده‌هایتان خواهد بود. فکر می‌کنیم واضح صحبت کرده‌ایم. هیچکس نباید محکوم شود. در غیر این صورت، شما و خانواده‌هایتان به مرگ محکوم خواهید شد. مثل سیسیلی می‌گوید: 'انسان آگاه، نجات یافته است'. انتخاب با شماست. عاقل باشید."
حکم نهایی  
هر ۶۴ متهم تبرئه شدند.
پیامدها  
چزاره ترانووا با موفقیت حکم تبرئه "مردان نجیب کورلئون" را تجدید نظر کرد، بنابراین بسیاری از آنها از جمله لجیو و رینا بلافاصله پس از آزادی مجبور به مخفی شدن شدند. لجیو در سال ۱۹۷۰ به صورت غیابی برای قتل ناوارا محاکمه شد و این بار گناهکار شناخته شد، اما چهار سال طول کشید تا دستگیر شود و حبس ابد را آغاز کند. سالواتوره رینا نیز که در محاکمه دوم به صورت غیابی به قتل ناوارا محکوم شده بود، تا سال ۱۹۹۳ فراری باقی ماند.

## پیامدها
بسیاری از دادستانان و قضات دخیل در این محاکمات، از جمله ترانووا، از کاهش حمایت سیاسی رم برای پیگرد مافیا پس از کشتار چیاکولی در اواخر دهه ۱۹۶۰ شکایت داشتند. این امر دادستانان را در موقعیت دشواری قرار داد. اگرچه تهدید شاهدان و دستکاری شواهد به وضوح وجود داشت، اما بسیاری از مدارک موجود ضعیف بودند. در آن زمان تقریباً هیچ پنتیتویی (همکار سابق مافیا که همکاری می‌کند) وجود نداشت و افراد غیرمافیایی کمی حاضر بودند با شهادت دادن جان خود را به خطر بیندازند.  
استثنا: محاکمه کورلئونزی‌ها یک پنتیتو داشت - لوسیانو رایا، از همکاران سابق لجیو و رینا. او بعدها اعترافات خود را پس گرفت و به یک بیمارستان روانی در تورین فرستاده شد.  
ترور ترانووا:  
چزاره ترانووا در سال ۱۹۷۹ به ضرب گلوله کشته شد. لجیو از زندان به دستور این ترور متهم شد، اما به دلیل نبود مدارک کافی تبرئه گردید.  
پایان یک فصل خونین:  
در ۱۰ دسامبر ۱۹۶۹، پس از پایان تمام محاکمات، میشله کاواتایو و سه تن از مردانش در یک درگیری مسلحانه کشته شدند. این حادثه نشان داد که مافیا پس از کاهش فعالیت‌هایش در پی کشتار چیاکولی، دوباره قدرت گرفته است. اولین اقدام آنها حذف کاواتایو بود که بالاخره فهمیده بودند محرک اصلی جنگ اول مافیا بوده است.  
عدالت تأخیری:  
بسیاری از متهمان این محاکمات در سال‌های بعد محکوم شدند:  
- گائتانو بادالامنتی دوران باقی‌مانده عمرش را در زندان آمریکا گذراند، پس از آنکه در دهه‌های ۱۹۷۰ و ۱۹۸۰ دقیقاً به همان اتهاماتی محکوم شد که در دهه ۱۹۶۰ برای آنها برنامه‌ریزی کرده بود - قاچاق هروئین به آمریکا.  
- تومازو بوشتا در نهایت به یکی از اولین پنتیتوهای مافیا تبدیل شد و اطلاعات زیادی را فاش کرد، هرچند بیشتر بر افشای دشمنانش مانند لجیو، رینا و جوزپه کالو متمرکز بود تا خود یا دوستانش.  
نتیجه نهایی:  
این دوره نشان داد که سیستم قضایی ایتالیا در آن زمان فاقد ابزارهای لازم برای مبارزه مؤثر با مافیای سازمان‌یافته بود. با این حال، این محاکمات سنگ‌بنایی برای تلاش‌های بعدی ضد مافیا شدند.